# Warta Zawiercie w europejskich pucharach

## Puchar Challenge w piłce siatkowej mężczyzn (2019/2020)
| Data       | Miejsce          | Przeciwnik       | Wynik                                               | Runda       |
| ---------- | ---------------- | ---------------- | --------------------------------------------------- | ----------- |
| 11.12.2019 | Dąbrowa Górnicza | Chebyr Pazardżik | 3:0 (25:21, 25:21, 25:18)                           | 1/16 finału |
| 18.12.2019 | Pazardżik        | Chebyr Pazardżik | 3:2 (25:21, 18:25, 20:25, 25:20, 15:9)              | 1/16 finału |
| 29.01.2020 | Dąbrowa Górnicza | Spor Toto        | 3:0 (25:13, 25:11, 25:19)                           | 1/8 finału  |
| 12.02.2020 | Ankara           | Spor Toto        | 1:3 (18:25, 25:21, 21:25, 22:25) (złoty set: 13:15) | 1/8 finału  |

## Liga Mistrzów w piłce siatkowej (2022/2023)
| Data       | Miejsce          | Przeciwnik                         | Wynik                                   | Runda          |
| ---------- | ---------------- | ---------------------------------- | --------------------------------------- | -------------- |
| 10.11.2022 | Dąbrowa Górnicza | Halkbank Ankara                    | 3:1 (23:25, 26:24, 25:21, 25:15)        | Faza grupowa   |
| 16.11.2022 | Pazardżik        | Chebyr Pazardżik                   | 3:1 (25:22, 21:25, 25:18, 28:26)        | Faza grupowa   |
| 30.11.2022 | Dąbrowa Górnicza | Berlin Recycling Volleys           | 1:3 (21:25, 25:20, 27:29, 25:27)        | Faza grupowa   |
| 14.12.2022 | Dąbrowa Górnicza | Chebyr Pazardżik                   | 3:0 (26:24, 25:15, 25:17)               | Faza grupowa   |
| 11.01.2023 | Ankara           | Halkbank Ankara                    | 2:3 (25:21, 23:25, 25:23, 23:25, 17:19) | Faza grupowa   |
| 25.01.2023 | Berlin           | Berlin Recycling Volleys           | 0:3 (22:25, 17:25, 19:25)               | Faza grupowa   |
| 7.02.2023  | Dąbrowa Górnicza | Grupa Azoty ZAKSA Kędzierzyn-Koźle | 0:3 (23:25, 19:25, 23:25)               | Runda play-off |
| 15.02.2023 | Kędzierzyn-Koźle | Grupa Azoty ZAKSA Kędzierzyn-Koźle | 3:2 (26:28, 25:21, 23:25, 25:19, 15:11) | Runda play-off |

## Puchar CEV w piłce siatkowej mężczyzn (2023/2024)
| Data       | Miejsce   | Przeciwnik              | Wynik                                        | Runda          |
| ---------- | --------- | ----------------------- | -------------------------------------------- | -------------- |
| 25.10.2023 | Sosnowiec | TSV Raiffeisen Hartberg | 3:0 (25:14, 25:14, 25:21)                    | 1/32           |
| 31.10.2023 | Hartberg  | TSV Raiffeisen Hartberg | 3:0 (25:23, 25:20, 25:20)                    | 1/32           |
| 23.11.2023 | Sosnowiec | Chebyr Pazardżik        | 3:0 (25:19, 25:13, 25:18)                    | 1/16           |
| 29.11.2023 | Pazardżik | Chebyr Pazardżik        | 2:3 (25:13, 27:25, 24:26, 17:25, 13:15)      | 1/16           |
| 13.12.2023 | Sosnowiec | SCMU Craiova            | 3:0 (25:18, 25:14, 25:14)                    | 1/8            |
| 21.12.2023 | Krajowa   | SCMU Craiova            | 3:0 (25:23, 25:16, 25:19)                    | 1/8            |
| 10.01.2024 | Sosnowiec | Allianz Milano          | 3:0 (25:23, 25:19, 25:19)                    | Runda play-off |
| 18.01.2024 | Mediolan  | Allianz Milano          | 3:0 (25:22, 25:22, 25:23)                    | Runda play-off |
| 01.02.2024 | Rzeszów   | Asseco Resovia Rzeszów  | 0:3 (22:25, 16:25, 23:25)                    | Ćwierćfinał    |
| 08.02.2024 | Sosnowiec | Asseco Resovia Rzeszów  | 3:0 (25:19, 25:19, 25:19) (złoty set: 11:15) | Ćwierćfinał    |

## Liga Mistrzów w piłce siatkowej (2024/2025)
| Data       | Miejsce   | Przeciwnik                | Wynik                                   | Runda        |
| ---------- | --------- | ------------------------- | --------------------------------------- | ------------ |
| 13.11.2024 | Sosnowiec | Hypo Tirol Volleyballteam | 3:0 (25:21, 25:19, 25:16)               | Faza grupowa |
| 21.11.2024 | Roeselare | Knack Roeselare           | 3:0 (25:17, 25:23, 25:23)               | Faza grupowa |
| 03.12.2024 | Mediolan  | Allianz Milano            | 3:2 (17:25, 25:20, 26:24, 19:25, 15:12) | Faza grupowa |
| 18.12.2024 | Sosnowiec | Knack Roeselare           | 3:0 (25:20, 25:19, 25:18)               | Faza grupowa |
| 14.01.2025 | Innsbruck | Hypo Tirol Volleyballteam | 3:0 (32:30, 25:13, 25:14)               | Faza grupowa |
| 29.01.2025 | Sosnowiec | Allianz Milano            | 3:0 (25:22, 25:21, 25:19)               | Faza grupowa |
| 11.03.2025 | Lüneburg  | SVG Lüneburg              | 3:0 (25:15, 25:21, 25:14)               | Ćwierćfinał  |
| 18.03.2025 | Sosnowiec | SVG Lüneburg              | 3:1 (25:19, 25:19, 23:25, 25:20)        | Ćwierćfinał  |
| 17.05.2025 | Łódź      | JSW Jastrzębski Węgiel    | 3:2 (19:25, 18:25, 25:20, 25:19, 22:20) | Półfinał     |
| 18.05.2025 | Łódź      | Sir Sicoma Monini Perugia | 2:3 (22:25, 22:25, 25:20, 25:22, 10:15) | Finał        |